# أولي كاهييل
أولي كاهييل (بالإنجليزية: Ollie Cahill)‏ (29 سبتمبر 1975 في جمهورية أيرلندا - ) هو لاعب كرة قدم أيرلندي في مركز جناح ‏. لعب مع درودا يونايتد ونادي بوهيميان ونادي شامروك روفرز ونادي شيلبورن ونادي كورك سيتي وSporting Fingal F.C. ‏ ونادي نورثامبتون تاون.

## وصلات خارجية
- أولي كاهييل على موقع قاعدة بيانات كرة القدم.إي يو (الإنجليزية)